# (43955) Fixlmüller
(43955) Fixlmüller – planetoida z pasa głównego asteroid okrążająca Słońce w ciągu 3 lat i 234 dni w średniej odległości 2,37 j.a. Została odkryta 6 lutego 1997 roku w Obserwatorium Davidschlag w Linzu przez Ericha Meyera i Erwina Obermaira. Nazwa planetoidy pochodzi od Placidusa Fixlmüllera (1721–1791), dyrektora obserwatorium astronomicznego opactwa w Kremsmünster. Przed jej nadaniem planetoida nosiła oznaczenie tymczasowe (43955) 1997 CE6.